# Michelangelostraat (Amsterdam)
De Michelangelostraat is een straat in Amsterdam, stadsdeel Amsterdam-Zuid, Oud-Zuid, in de Apollobuurt. De straat is vernoemd naar Michelangelo di Lodovico Buonarroti Simoni, Italiaans kunstschilder, beeldhouwer, architect en dichter (1475-1564). Van zijn hand zijn onder andere de koepel van de Sint Pieter en de schilderingen in de Sixtijnse kapel in Vaticaanstad.
De Michelangelostraat wordt in tweeën gedeeld door het Minervaplein en de Stadionweg.

## Architectuur
De straat is in eerste instantie tussen 1927 en 1939 bebouwd met luxe wooncomplexen, vooral in de stijl van de late Amsterdamse School en het Nieuwe Bouwen. Later zijn enkele complexen toegevoegd: In 1958 twee bouwblokken rond het Minervaplein, naar ontwerp van Cornelis Blaauw, die ook de overige al in de jaren ’30 voltooide bebouwing rondom dit plein ontwierp. 
Het kantoorgebouw aan het begin van de straat, op de hoek met de Apollolaan werd in 1958 gebouwd door architect Arthur Staal voor ingenieursbureau Dorr Oliver N.V. Het kreeg na een renovatie in 1999 zijn huidige verschijningsvorm. Dit kantoorgebouw ligt aan het voormalige August Allebéplein, ontworpen door Berlage maar tot in de jaren ’50 onbebouwd gebleven. Aan de andere hoek met de Apollolaan stond tussen 1990 en 2021 een kantoorgebouw, ontworpen door architect Willem Quist voor de Morgan Bank. Na de sloop werd op deze plek in 2023 een nieuw kantoorgebouw opgeleverd, ontworpen door architectenbureau OMA.
Bij het Minervaplein hebben enkele woningcomplexen van de architecten Gerrit Jan Rutgers en Cornelis Blaauw uit 1935 de status van gemeentelijk monument.
Tussen Michelangelostraat, Milletstraat, Watteaustraat en Courbetstraat ontwierp architect Dick Greiner in 1939 het wooncomplex 'Zonnehof' in een mengeling van late Amsterdamse School en het Nieuwe Bouwen. Dit complex is een rijksmonument.
Op de 'Waarderingskaart architectonische en stedenbouwkundige kwaliteit' van de gemeente Amsterdam heeft het noordelijke gedeelte van de straat de hoogste orde, Zone A. De straat ligt in zijn geheel binnen het Rijksbeschermde Stadsgezicht Amsterdam-Zuid dat op 1 april 2018 is aangewezen.

## Kunst
Op de hoek met Gerrit van der Veenstraat zijn in 1928 twee tufstenen hoekbeelden met portretten van Michelangelo in de gevels verwerkt. Op Michelangelostraat 29 door Anton Rädecker, op Michelangelostraat 27 door Jaap Kaas.
Aan de Michelangelostraat ligt het Veroneseplantsoen met werk van twee bekende architecten. Aan de noordzijde ontwierp Pieter Lucas Marnette een elektriciteitskast in de stijl van de Amsterdamse School. Aan de oostkant van het plantsoen staat een klimrek van het type 'Iglo' van Aldo van Eyck.

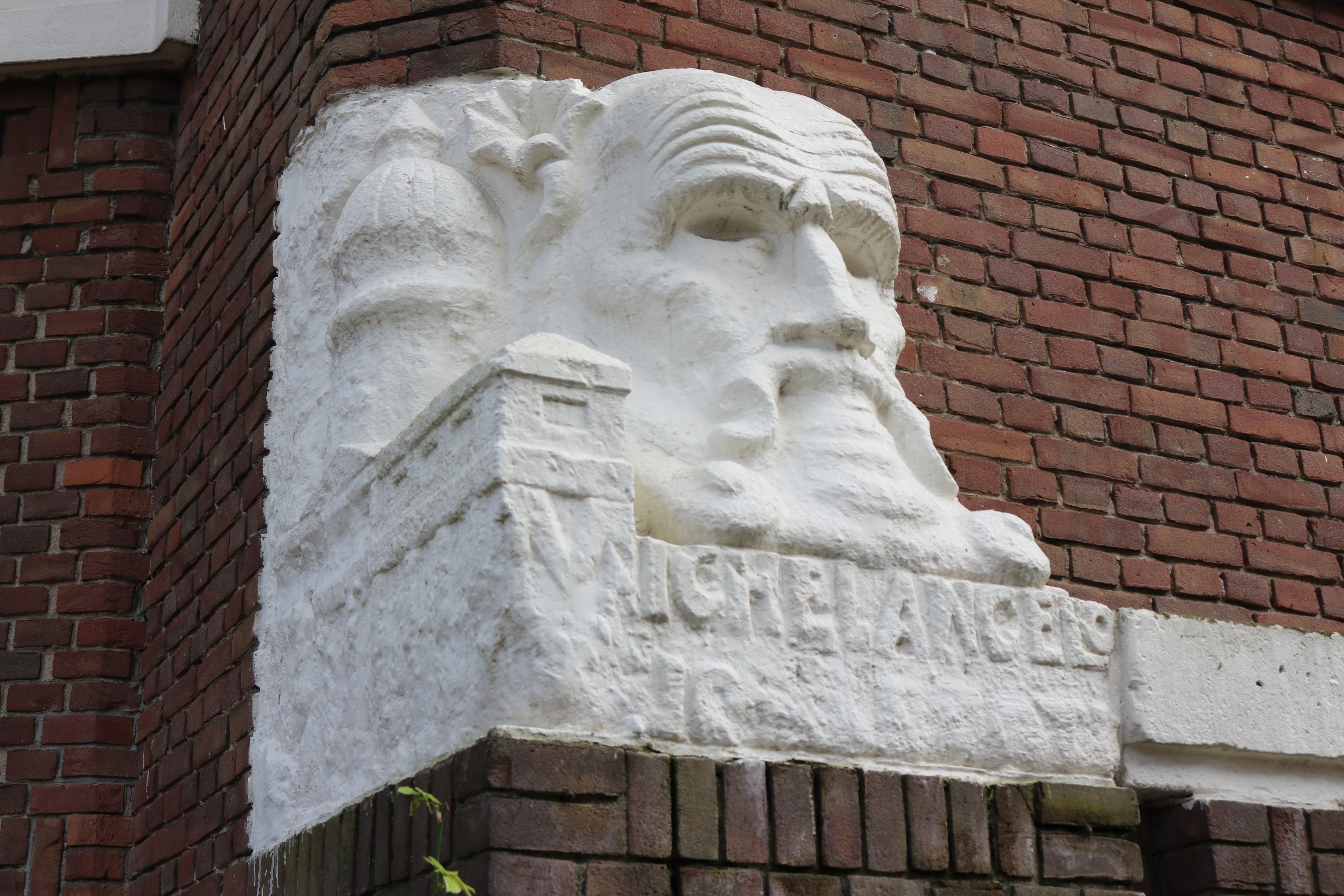
Hoekbeeld Anton Rädecker
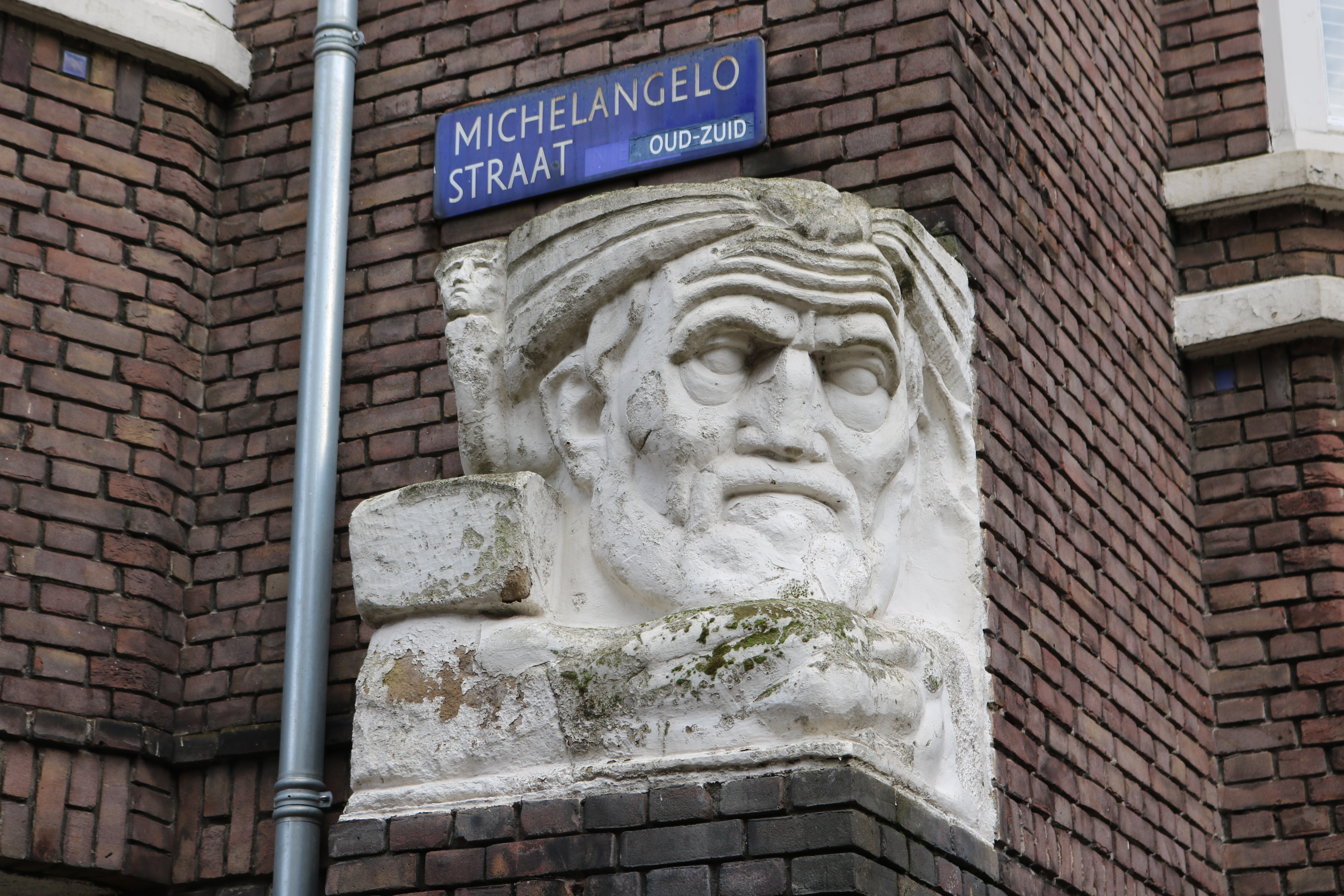
Hoekbeeld Jaap Kaas

In de gevel van het nieuwe kantoorgebouw Apollolaan 171 is aan de Michelangelostraatzijde het lichtkunstwerk ‘The More Of You The More I Love You’ van Tracey Emin uit 2017 verwerkt. Op de hoek met de Apollolaan staat bij de entree van dit kantoorgebouw een buste van architect en stedenbouwkundige Hendrik Petrus Berlage van kunstenaar Xavier Veilhans (2023).

## Bewoners
De Michelangelostraat had tot de Tweede Wereldoorlog veel Joodse bewoners. De website Joods Monument heeft alle adressen waar zij woonden gedocumenteerd. Op de Michelangelostraat 35-H was vanaf 1943 een voorlichtingsbureau van de Joodse Raad gevestigd. Bij huisnummer 45 liggen zes Stolpersteine ter nagedachtenis aan de in Sobibor en Auschwitz vermoorde Joodse families Oettinger en Ettlinghausen. In 2021 zijn ook drie Stolpersteine gelegd bij huisnummer 12, ter nagedachtenis van de Joodse familie Ligtenstein, in 1945 vermoord in Bergen-Belsen. In 2025 zijn twee Stolpersteine gelegd bij huisnummer 58, ter nagedachtenis aan de Joodse familie Keijzer-Leven, vermoord te Sobibor.
Hannie Schaft, verzetsstrijdster tijdens de Tweede Wereldoorlog, woonde als studente vanaf de zomer van 1940 op een zolderkamer in de Michelangelostraat 59.
In de woningen Michelangelostraat 36-I en 36-III was het onderduikadres van Fritz Kahlenberg en Tonny van Renterghem. Zij organiseerden de fotogroep ‘Nederland Archief’, na de oorlog bekend geworden als ‘De Ondergedoken Camera’. Na 20 november 1944 was fotograferen in Nederland verboden. De foto’s van deze groep hebben het na-oorlogse beeld van de hongerwinter bepaald. Via deze foto’s werd ook de Nederlandse regering in Londen geïnformeerd over de toestand in bezet Nederland. Onder andere de fotografen Krijn Taconis, Cas Oorthuys en Emmy Andriesse waren lid van deze fotogroep.
Drummer Alex van Halen werd in de Michelangelostraat geboren. Ook de volgende bewoners woonden in de zestiger jaren in de Michelangelostraat tussen de Gerrit van der Veenstraat en de Stadionweg: Kiki Amsberg (radio- en tv maakster voor de VPRO), Cees Nooteboom met Liesbeth List, Leon Kleerekoper (zanger die optrad onder de naam David Alexandre Winter), Eduard Messer (journalist) en kunstenaar Erwin de Vries. 